# Porta della basilica di San Zeno
La porta della basilica di San Zeno è un'opera d'arte scultorea di grande valore storico e artistico, che funge da apertura principale della chiesa dedicata al patrono cittadino, situata nel quartiere San Zeno a Verona.
Le quarantotto formelle bronzee disposte sui due battenti narrano, attraverso immagini evocative e simboliche, episodi tratti dall'Antico Testamento, dalla vita di Cristo e del santo patrono di Verona, san Zeno. Le formelle sono disposte in modo da creare un parallelismo tra le storie dell'Antico Testamento, legate alla caduta dell'uomo nel peccato, e quelle del Nuovo Testamento, che narrano il riscatto ottenuto attraverso il sacrificio di Cristo. Il messaggio che si dispiega nelle formelle si dilata all'intero protiro che le accoglie e nei bassorilievi marmorei che lo affiancano.
Per motivi di tutela e conservazione, i battenti della porta sono quasi sempre chiusi e visibili solo dall'interno della basilica. Solamente durante le ricorrenze liturgiche più importanti le porte vengono aperte, offrendo ai fedeli e ai visitatori una visione più chiara dell'opera e del messaggio cristologico che racconta.

## Storia
L'idea di decorare oggetti con più storie sacre non era una novità, anzi a partire dal X secolo, in corrispondenza con la rinascita carolingia, gli esempi cominciarono ad essere numerosi, come i libri religiosi (evangeliari, sacramentari), gli altari e i reliquiari. Ma esistono esempi di porte con istoriazioni multiple addirittura di epoca tardo antica, come le porte della basilica di Santa Sabina a Roma e della basilica di Sant'Ambrogio a Milano.

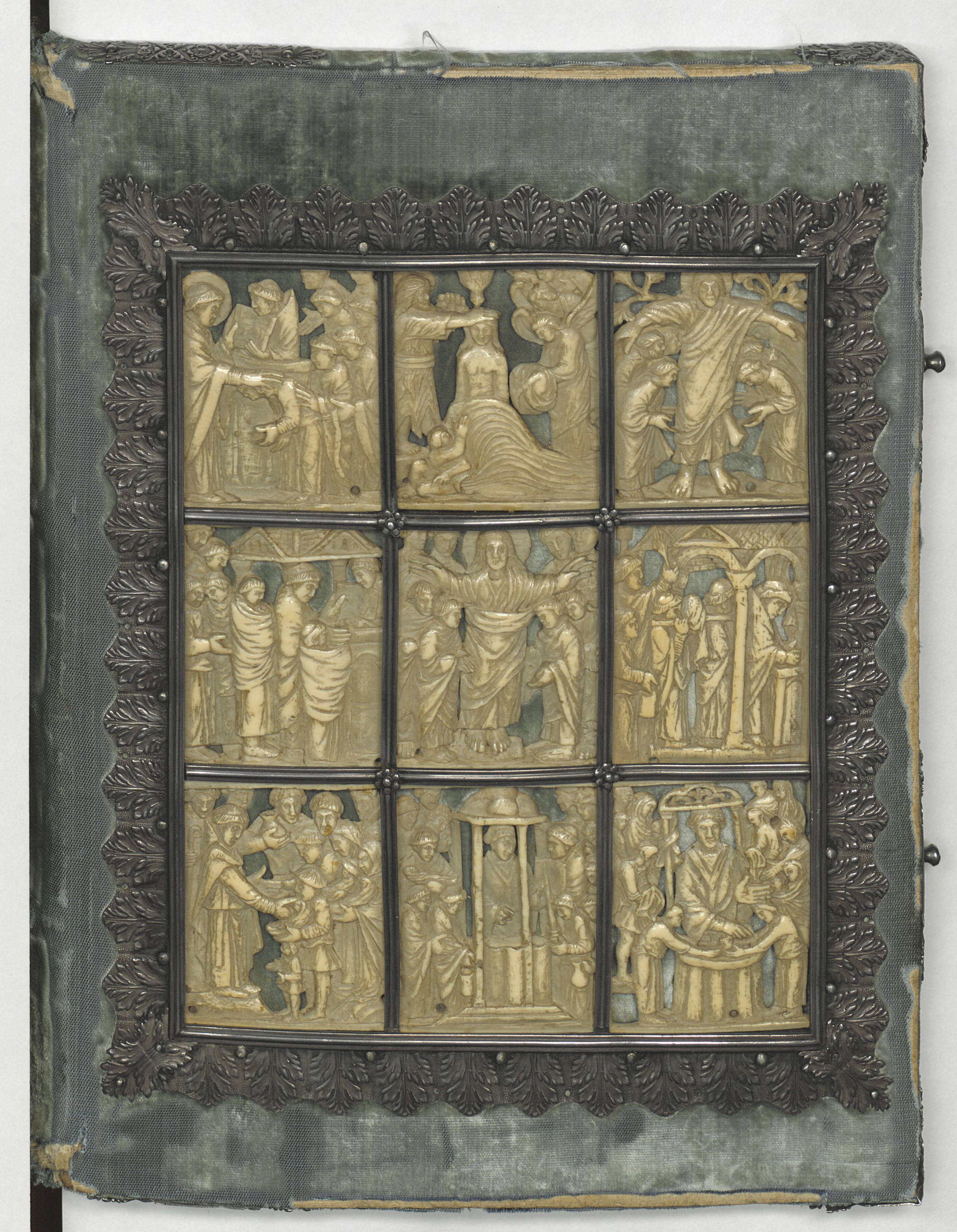
La copertina superiore, con istoriazione multipla, del sacramentario di Drogo, uno dei monumenti dell'arte carolingia

Le formelle della porta attuale furono realizzate in due diversi momenti (probabilmente sul finire dell'XI e del XII secolo) da tre artisti principali, con l'aiuto di eventuali officine e aiutanti: il cosiddetto primo maestro realizzò venti formelle sulle storie del Nuovo Testamento e di san Giovanni, i due picchiotti, la formella con san Michele e sei formelle con storie dell'Antico Testamento; il secondo maestro realizzò quindici formelle con storie del Vecchio Testamento e una del Nuovo Testamento; il terzo maestro realizzò le quattro formelle con storie di san Zeno. Ad un quarto maestro si devono invece le rappresentazioni di santi fissate al centro, una sopra l'altra, e forse contribuì alla realizzazione della formella con le storie di Caino e Abele.

### Prima porta
La datazione della prima porta bronzea di San Zeno è un argomento complesso e dibattuto, anche se la maggior parte degli studiosi ipotizzano possa essere stata realizzata sul finire dell'XI secolo. Essa potrebbe quindi risalire ad un'iniziativa del vescovo Brunone (1073-1083), il quale proveniva da Hildesheim, cittadina situata nel cuore della Germania; si potrebbero così spiegare anche le somiglianze tra la porta della basilica di San Zeno e le porte bronzee della Cattedrale di Hildesheim.

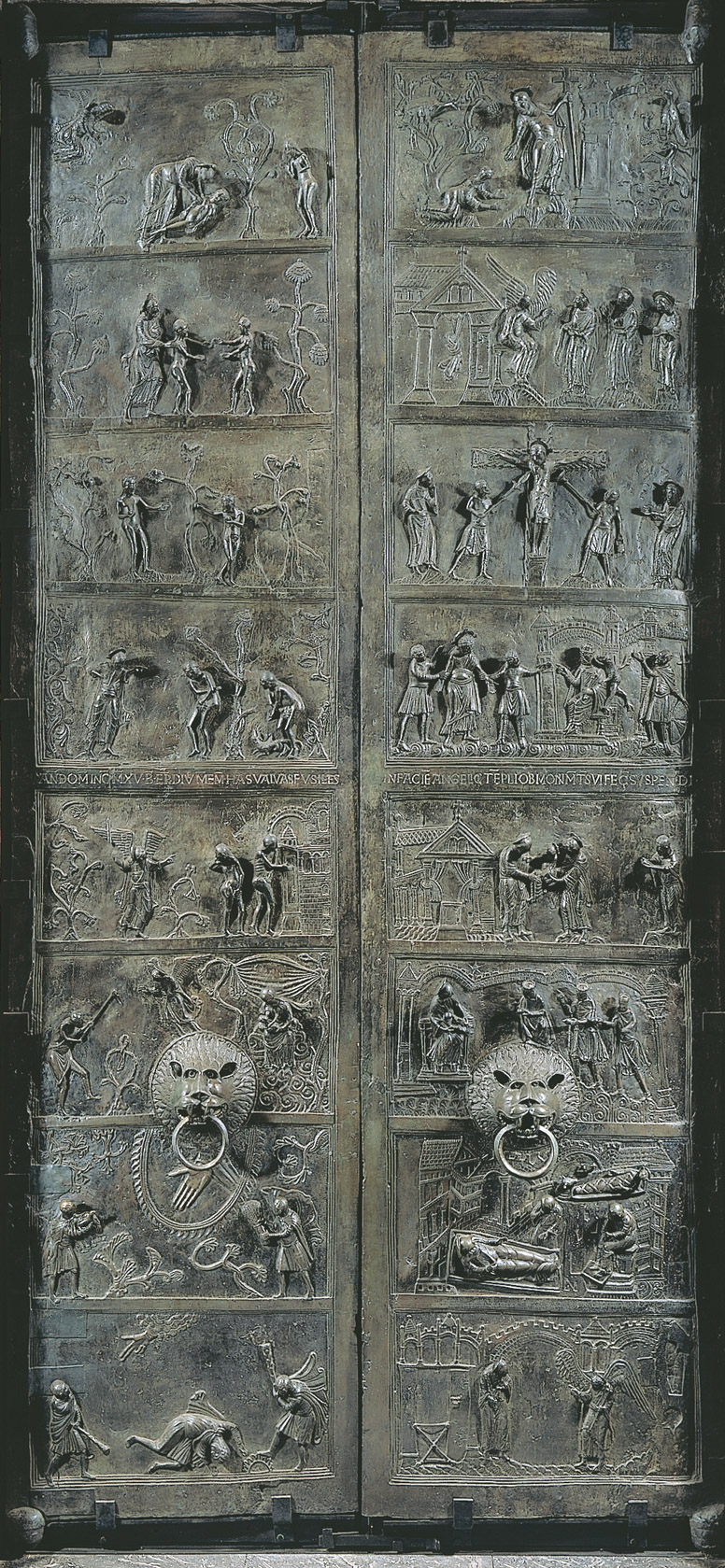
La porta di Bernoardo della Cattedrale di Hildesheim, che potrebbe aver ispirato la realizzazione della prima porta di San Zeno

Il primo maestro operò pertanto in un momento in cui Verona era strettamente legata al Sacro Romano Impero, tanto che l'imperatore Enrico IV di Franconia proprio in quegli anni fu ospitato decine di volte presso l'abbazia di San Zeno, di cui addirittura elesse vari abati e a cui concesse diversi privilegi. Questo influsso si riflette anche sul programma di questa prima porta: se la seconda anta, più tarda, sembra infatti allineata alla riforma gregoriana (per esempio vi si celebra la funzione del sacerdozio e si reintroduce l'iconografia di santi), l'anta del primo maestro mostra una diversa concezione religiosa, con un rapporto più diretto tra uomo e Cristo, di cui si celebra la regalità e che è circondato dagli antichi re biblici, piuttosto che da santi, profeti o pontefici.
Le formelle che componevano l'anta sinistra di questa prima porta, dedicata al Nuovo Testamento, sono sopravvissute quasi tutte, anche se attualmente sono disposte in un ordine diverso rispetto all'originale. In questa anta quasi tutte le formelle sono pertanto opera del primo maestro, ad eccezione di quella raffigurante l'Entrata di Cristo in Gerusalemme, che è stata sostituita dal secondo maestro. Delle originali formelle del primo maestro che componevano l'anta di destra, dedicata all'Antico Testamento, oggi rimangono invece solo otto formelle, sparse in maniera disordinata.
L'iconografia delle due ante crea così un parallelismo tra Nuovo e Antico Testamento, pur includendo anche alcune storie di santi:
- san Giovanni, le cui storie sono come un'estensione del battesimo di Cristo;
- san Zeno, santo titolare della chiesa e patrono della città;
- san Michele, la cui raffigurazione mentre uccide il drago rimane isolata.

Dalla ricostruzione della prima porta, si evince che era della stessa larghezza di quella attuale, ma di minore altezza; le formelle su ogni anta dovevano infatti essere disposte su 7 righe e 3 colonne. Questa doveva essere collocata sull'antica facciata della chiesa, che rispetto all'attuale (costruita dopo il rovinoso terremoto del 1117) si presentava arretrata, più bassa e senza la Ruota della Fortuna di Brioloto.
Ci sono diverse ipotesi sul perché la parte destra della porta primitiva sia arrivata a noi solo in parte. La più probabile è che sia stata danneggiata durante il terremoto del 1117, che causò gravi danni in città e nel cantiere della basilica, oppure potrebbe essere che alcune raffigurazioni fossero ormai considerate non più adatte e quindi rimosse, oppure la rimozione potrebbe derivare da entrambe queste cause.

### Seconda porta

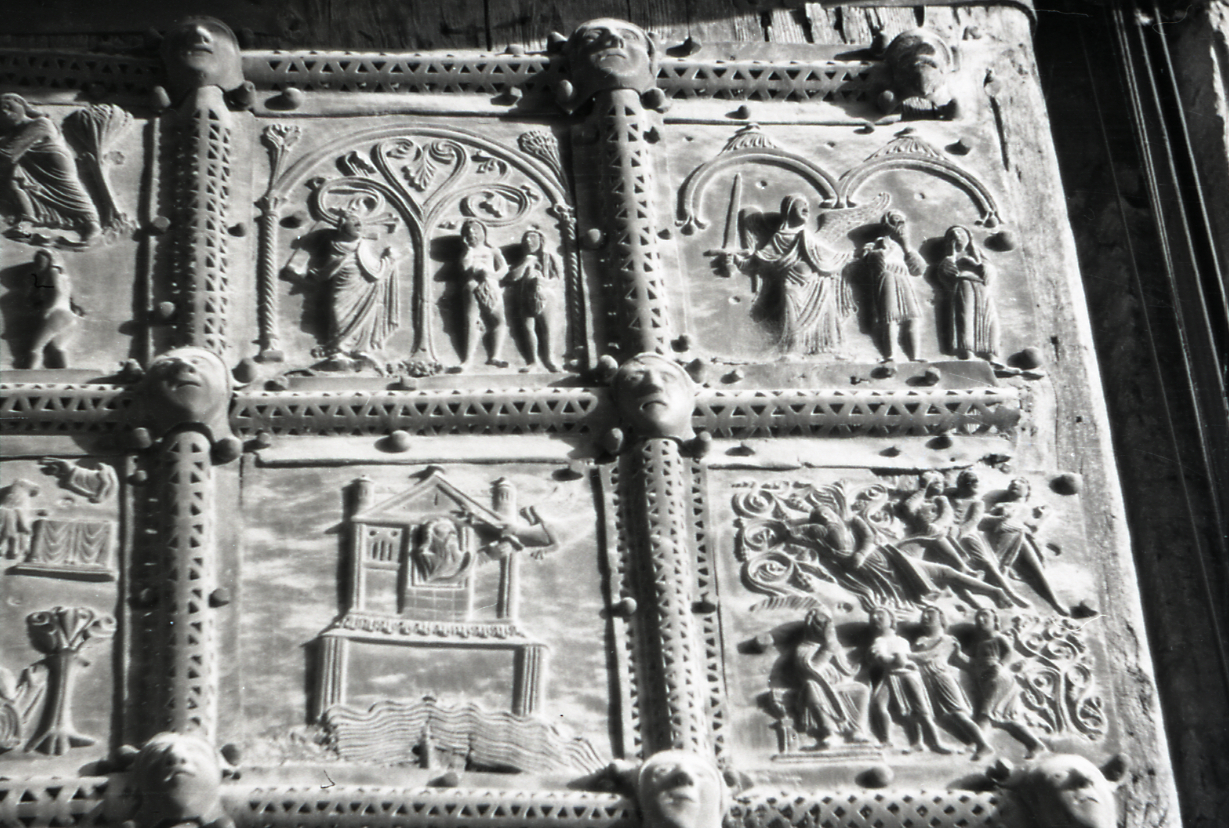
Alcune formelle del secondo maestro, situate in alto sull'anta di destra, in una fotografia del 1950 di Paolo Monti

Il secondo maestro ha integrato l'ala sinistra della prima porta di San Zeno con la formella Entrata di Cristo in Gerusalemme e realizzato per l'anta di destra un intero blocco a tema Antico Testamento. I rilievi realizzati dimostrano la sua consapevolezza dell'evoluzione della scultura lapidea coeva, non solo nel genere specifico della metallistica. Nel frattempo infatti, rispetto ai tempi in cui venne realizzata la prima porta, il contesto dottrinale era mutato considerevolmente e gli artisti emersi all'inizio del XII secolo, come Wiligelmo e Niccolò, con il loro nuovo metodo di racconto si erano mantenuti fedeli allo spirito della riforma gregoriana, a cui ormai anche Verona doveva aver aderito.
I gesti e i moti dei personaggi appaiono più sciolti e definiti rispetto alla prima porta, anche se nel complesso la carica espressiva non ne risulta aumentata. Infatti, le maschere facciali restano rigide e uniformi, atteggiate a una sorta di costante stupore.
Queste considerazioni sullo stile adottato del secondo maestro, i temi affrontati ma anche i riferimenti all'oltralpe germanica del XII secolo inoltrato e a Bisanzio, permettono di datare il secondo maestro all'incirca al nono decennio del secolo. A conferma, un'iscrizione dell'abate Gerardo databile al 1187, che fornisce la datazione tradizionale di alcune fasi del cantiere della basilica, riporta che non furono eseguiti lavori dal 1138 fino a quell'anno. Inoltre, una delle formelle ora posta lungo il bordo destro del battente di sinistra, riferibile sempre al secondo maestro, esibisce un'iconografia imperiale che sembra corrispondere, specie per l'aspetto facciale, all'iconografia della bolla d'oro di Enrico VI del 1191. La seconda porta potrebbe quindi essere di poco posteriore a questa data.
È quindi probabile che la sistemazione della seconda porta bronzea risalga alla fine del XII secolo o al massimo ai primissimi anni del successivo, nel contesto della ristrutturazione della facciata dovuta notoriamente a Brioloto.

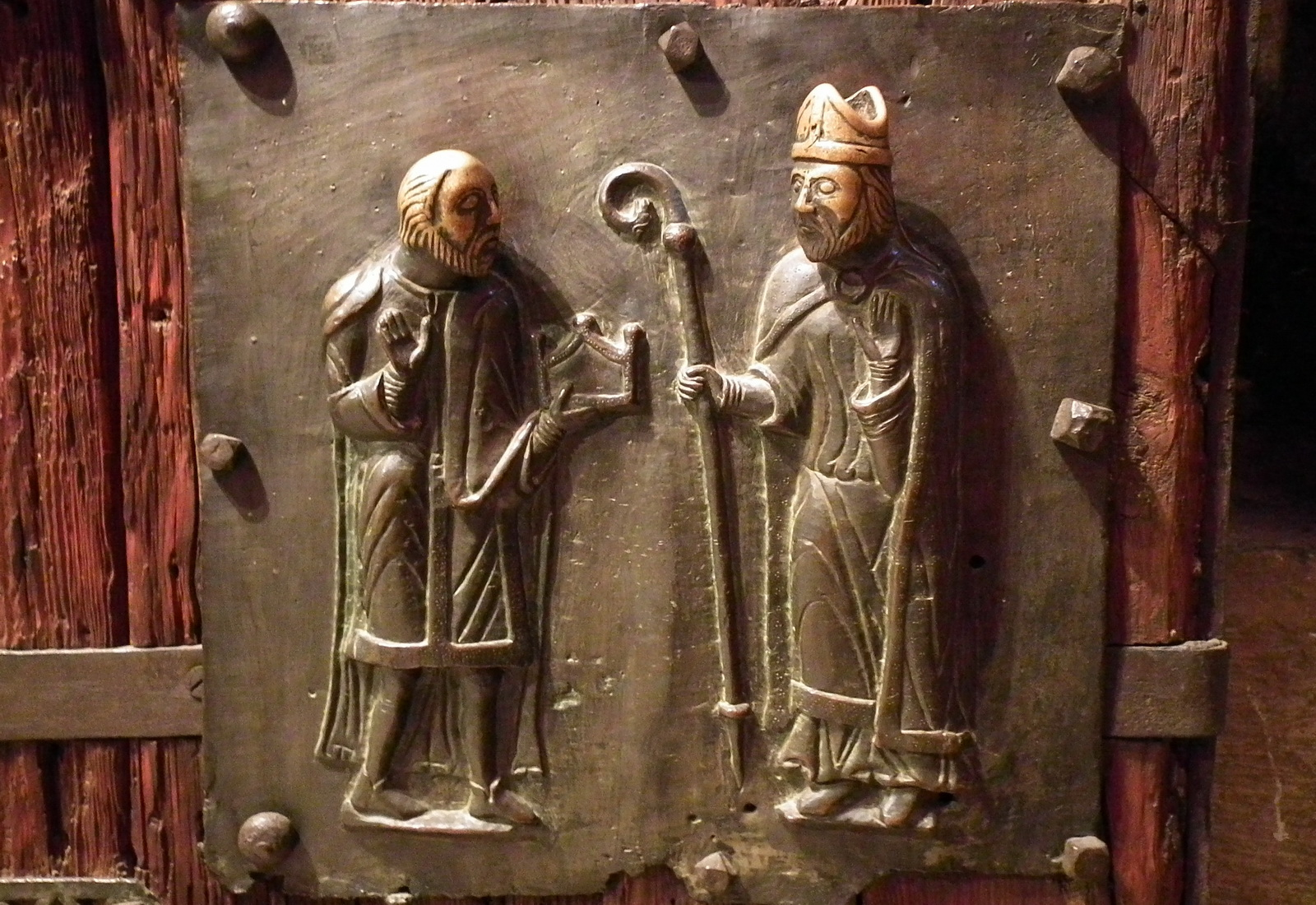
La formella sull'anta destra che raffigura Gallieno dona la sua corona a San Zeno, opera del terzo maestro

Il terzo maestro, pure attivo nella fase di realizzazione della seconda porta, si occupò delle formelle raffiguranti la vita di san Zeno, disposte dopo le serie dedicate all'Antico e Nuovo Testamento e in parallelo alle formelle sulle storie di san Giovanni Battista. La sequenza narrativa è piuttosto semplice e regolare: iniziava con la formella San Zeno pescatore e i messi di Gallieno e si concludeva con Gallieno dona la sua corona a San Zeno, con al centro la vicenda dell'Esorcizzazione della figlia di Gallieno. Una quarta formella della serie, Il carro trascinato nell'Adige dal demonio, presenta la parte destra danneggiata, dove era raffigurato il diavolo, motivo per cui fu vandalizzata.
L'autore delle storie di San Zeno realizzò rilievi dotati di una plasticità essenziale e una mimica efficace, con alcune similitudini con le sculture di Brioloto. Questo ha portato a ipotizzare che l'autore fosse lo stesso Brioloto, un aiutante della sua bottega o comunque un artista della sua cerchia. A questo terzo scultore, pur essendo stata commissionata una parte più circoscritta, fu affidata la realizzazione della parte più significativa della porta, per cui è possibile che egli abbia avuto anche la responsabilità di coordinare il lavoro del secondo maestro.
Alla stessa fase risalgono le figure di santi attribuibili a un quarto lavorante, probabilmente locale. Questi santi sono ora disposti in verticale, ma in origine dovevano costituire una serie orizzontale posta in basso sulle ante; si presume pertanto che inizialmente fossero dodici.

### Terza porta
La porta fu rimaneggiata in un terzo momento, a seguito di un ampliamento in altezza della stessa e per risarcire alcune perdite nella parte bassa. Durante questo intervento, che conferì ai battenti l'assetto attuale, furono applicate alcune formelle del primo maestro che erano state rimosse nella fase precedente. Tuttavia, queste formelle furono aggiunte senza una logica ben definita, con un risultato finale che appare casuale.
Era evidentemente trascorso un tempo considerevole dal secondo intervento, se non destava più preoccupazione la ripetizione di alcune storie e la confusione del racconto, specialmente nella parte finale del secondo battente. L'intervento potrebbe quindi risalire all'epoca cui è attribuibile l'attuale incorniciatura marmorea della porta, ovvero intorno al XV secolo.

## Descrizione
Il portale, che misura 4,80×3,60 metri, è composto di due ante di legno rivestite con 48 formelle quadrangolari principali e diverse altre parti mobili. Le parti mobili sono quindi catalogabili in sette tipologie:
- 46 formelle grandi istoriate, di formato quadrato 55×50 cm e disposte in 8 righe a 3 colonne per ogni anta;
- 2 formelle con i picchiotti, sempre di formato quadrato 55×50 cm, in cui non sono più presenti gli anelli;
- 7 formelle medie monofigurate, di forma rettangolare 50×25 cm, applicate sul margine sinistro del battente di destra;
- 17 formelle piccole monofigurate di 16×15 cm, collocate nel margine destro del battente di sinistra;
- 48 mascheroncini umani o mostruosi di 11×9 cm, utilizzati come borchie agli incroci delle cornici;
- 48 tori traforati di 11×50 cm, utilizzati come coprigiunti;
- 7 rilievi lunghi traforati, di 47×17 o 43×17 cm, montati sulla sinistra dell'anta di sinistra.

Il sistema delle cornici, del tipo geometrico-astratto, è frutto di un progetto del primo maestro ampliato poi dal secondo. Si tratta di una serie di trafori di gusto islamico che servono a mascherare le giustapposizioni tra le formelle, a scandirne la separazione e a sottolineare la sequenza narrativa. Inoltre, il sistema potrebbe aver avuto anche la funzione di collegare i due materiali dalle reazioni diverse, il metallo e il legno, in modo da renderli più resistenti alle variazioni termiche stagionali. Oltre a questi coprigiunti vi sono mascheroncini ai loro incroci, che hanno la funzione di fissare le singole formelle al supporto ligneo. Il tutto era un tempo contornato da 32 figurine su fondi traforati raffiguranti iconografie regali: 24 seniori, le 4 virtù cardinali, le 3 virtù teologali e un'altra figurina che si presume raffiguri l'imperatore.
L'insieme è fissato alla base lignea con 652 chiodi di diverse fogge. I più antichi sono di tipo tronco-conico in bronzo filettato, utilizzati per fissare i mascheroncini, oppure brocche tonde in bronzo con anima in ferro, di dimensioni maggiori per i coprigiunti e minori per le formelle. Vi sono poi elementi più recenti non originali, in parte copie dei più antichi e in parte no. La collocazione dei chiodi non è spesso quella originale: si trovano infatti numerosi fori vuoti e chiodi in posizioni non previste originariamente.

### Tecnica realizzativa

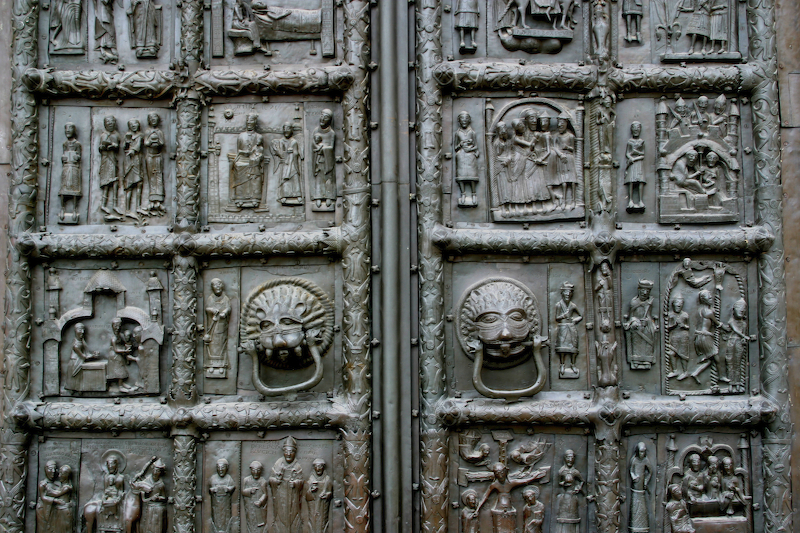
La porta della Cattedrale di Santa Sofia a Novgorod, realizzata con una tecnica analoga a quella di San Zeno (che fece da riferimento)

Le ante non sono realizzate di un unico pezzo, ma sono composte da parti mobili. Questa tecnica, di origine bizantina, è stata utilizzata anche in altri edifici, come la basilica di Santa Maria in Campidoglio a Colonia (in legno) e la Cattedrale di Santa Sofia a Novgorod (in metallo). I rilievi sono stati quindi fusi separatamente, un pezzo alla volta, a cera persa da modelli in terra. Presentano evidenti difetti come, per esempio, crettature, ritiri, lacune e saldature, tuttavia non si osservano tracce di sezioni di colate o di sfiati (forse perché collocati sui margini ora non visibili) e non se ne conoscono gli spessori, ad eccezione dei pezzi traforati nei punti visibili.
Le fusioni più antiche, del primo maestro, appaiono sommarie. I bronzi sono stati rinettati e soprattutto graffitati con scalpelli e punzoni: la rinettatura era forse necessaria per la doratura delle superfici in aggetto, che venivano poi rilavorate a freddo; la graffitatura e la punzonatura, invece, erano un metodo per rendere meno piatta e più vibrante la superficie una volta dorata. Le fusioni più tarde, del secondo maestro, sono invece di qualità migliore.
Per quanto riguarda le leghe metalliche, è stato accertato che la serie più antica è in bronzo, mentre le altre due sono in ottone, detto anche oricalco.

## Disposizione delle formelle

### Battente di sinistra
| Annunciazione                                                               | Natività, Epifania                              | Fuga in Egitto                                                      |
| --------------------------------------------------------------------------- | ----------------------------------------------- | ------------------------------------------------------------------- |
| Primo maestro                                                               | Primo maestro                                   | Primo maestro                                                       |
| Cristo scaccia i mercanti dal tempio                                        | Battesimo di Gesù, Cristo e l'adultera          | Disputa di Gesù tra i Dottori nel tempio                            |
| Primo maestro                                                               | Primo maestro                                   | Primo maestro                                                       |
| Entrata di Cristo in Gerusalemme                                            | Lavanda dei piedi                               | Ultima Cena                                                         |
| Secondo maestro                                                             | Primo maestro                                   | Primo maestro                                                       |
| Cattura di Cristo nell'orto                                                 | Coronazione di spine                            | Cristo davanti a Erode                                              |
| Primo maestro                                                               | Primo maestro                                   | Primo maestro                                                       |
| Flagellazione di Cristo                                                     | Crocifissione                                   | Le Marie al sepolcro                                                |
| Primo maestro                                                               | Primo maestro                                   | Primo maestro                                                       |
| Cristo agli Inferi                                                          | Cristo in gloria                                | Parte fissa del picchiotto di sinistra                              |
| Primo maestro                                                               | Primo maestro                                   | Primo maestro                                                       |
| Giovanni esce dalla prigione, è decollato, la sua testa è portata a palazzo | Danza di Salomè                                 | Il capo di Giovanni è mostrato a Erodiade                           |
| Primo maestro                                                               | Primo maestro                                   | Primo maestro                                                       |
| Allegoria del Mare e della Terra madre                                      | Cacciata dei progenitori dal Paradiso terrestre | L'Eterno mostra a Eva il cadavere di Abele, Caino e Adamo al lavoro |
| Primo maestro                                                               | Primo maestro                                   | Primo maestro                                                       |

### Battente di destra
| Creazione di Eva, peccato originale                                            | Dio padre rimprovera Adamo ed Eva                  | Cacciata dei progenitori dall'Eden      |
| ------------------------------------------------------------------------------ | -------------------------------------------------- | --------------------------------------- |
| Secondo maestro                                                                | Secondo maestro                                    | Secondo maestro                         |
| Sacrifici di Caino e di Abele, assassinio di Abele                             | Noè sull'arca accoglie la colomba col ramo d'olivo | Ebbrezza di Noè, condanna di Cam        |
| Secondo maestro                                                                | Secondo maestro                                    | Secondo maestro                         |
| Promessa dell'Eterno ad Abramo                                                 | Abramo e gli angeli, Abramo e Sara                 | Sacrifico di Isacco                     |
| Secondo maestro                                                                | Secondo maestro                                    | Secondo maestro                         |
| L'Eterno consegna a Mosé le tavole della legge, miracolo della verga di Aronne | Piaghe d'Egitto, il faraone congeda Mosè           | Miracolo del serpe di bronzo            |
| Secondo maestro                                                                | Secondo maestro                                    | Secondo maestro                         |
| L'asina di Balaam                                                              | L'albero di Jesse                                  | Salomone                                |
| Secondo maestro                                                                | Secondo maestro                                    | Secondo maestro                         |
| Parte fissa del picchiotto di destra                                           | San Zeno pescatore e i messi di Gallieno           | Esorcizzazione della figlia di Gallieno |
| Primo maestro                                                                  | Terzo maestro                                      | Terzo maestro                           |
| Nabucodonosor condanna i fanciulli alla fornace                                | Il carro trascinato nell'Adige dal demonio         | Gallieno dona la sua corona a San Zeno  |
| Primo maestro                                                                  | Terzo maestro                                      | Terzo maestro                           |
| Sacrifico di Isacco                                                            | L'Arca di Noè                                      | San Michele arcangelo uccide il drago   |
| Primo maestro                                                                  | Primo maestro                                      | Primo maestro                           |